# Karl Kristian Nicolaisen
Karl Kristian Nicolaisen (født 29. marts 1883 i Råsted ved Holstebro, død 1. april 1951 i Aalborg) var en dansk folkeskolelærer, foredragsholder, oplæser og forfatter.
Nicolaisen var søn af gårdejer Jens Bjerg Nicolaisen (født i 1836, død i 1898) og Christiane Christensen (født i 1842, død i 1901).
Nicolaisen tog sin lærereksamen fra Ranum statsseminarium i 1906. Han underviste dansk på de danske folkeskole for Aalborgs kommunale skolevæsen.
Karl Kristian Nicolaisen er mest kendt som forfatter af biografier om andre forfattere fra sammen periode som for eksempel: Jeppe Aakjær, Johs. V. Jensen, Johan Skjoldborg og Martin Andersen Nexø Hans evne til at gøre skønlitteratur let tilgængeligt har bidraget til udbredelsen af disse. Desuden var han ofte til stede ved litterære aftener i Aalborg såvel på folkefester, hvor han sikkert har bidraget med forelæsning fra en af disse forfattere.
Han giftede sig den 30. oktober 1915 med aalborgensiske Sigmor Valborg Elna Margrethe Jensen (født 18. december 1886, død 12. juli 1966)

## Værker
Enkelte af hans værker er:
- Jeppe Aakjær: en lille biografi og karakteristik (1913)[2]
- Johannes V. Jensen. Bidrag til hans biografi og karakteristik (1914)[3]
- Johan Skjoldborg: en lille Biografi og Karakteristik (1918)[4]
- Martin Andersen Nexø: en litterær skitse (1919)[5]
- m.fl. [6]